# Musée vinicole du vieil Armand
Pour les articles homonymes, voir Musée de la vigne et du vin et Armand.
Le musée de la vigne et du vin du vieil Armand est créé et géré depuis 1959 par les vignerons de la cave coopérative de vinification du vieil Armand, à Soultz-Wuenheim dans le Haut-Rhin en Alsace, sur la route des vins d'Alsace, dans le sud du vignoble d'Alsace,.

## Historique
Ce musée est créé en 1959 dans la cave coopérative par un groupe de viticulteurs des coteaux du mont du Vieil Armand, au pied du massif des Vosges. Elle est baptisée du nom de « Vieil Armand » d’après le toponyme du sommet vosgien, l'Hartmannswillerkopf (tête du Vieil Armand, en alsacien) qui surmonte cette partie du vignoble. Le musée a été rénové en 2019.

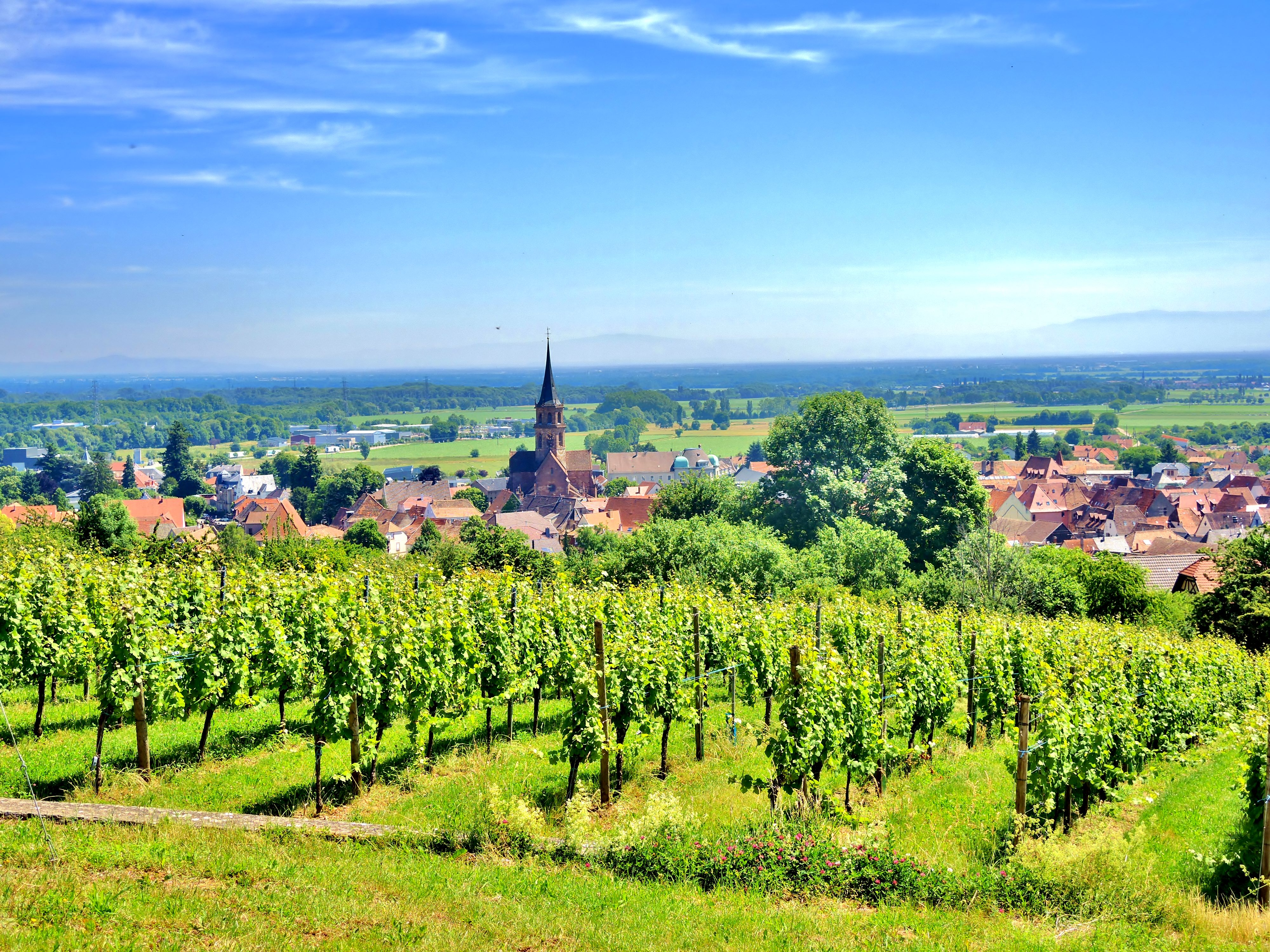
Vignoble d'Alsace de Soultz-Haut-Rhin.
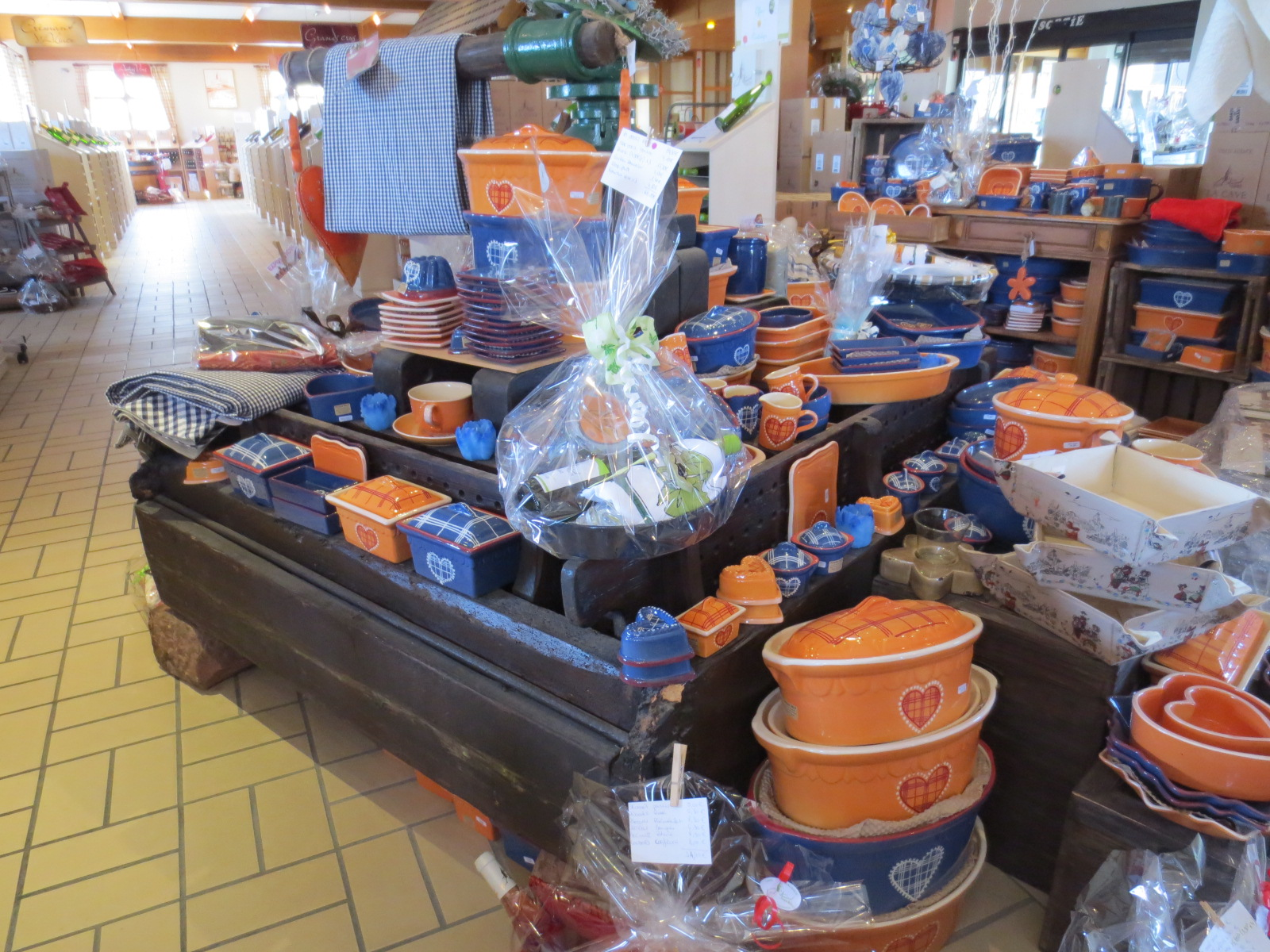
Boutique de produits traditionnels alsaciens.
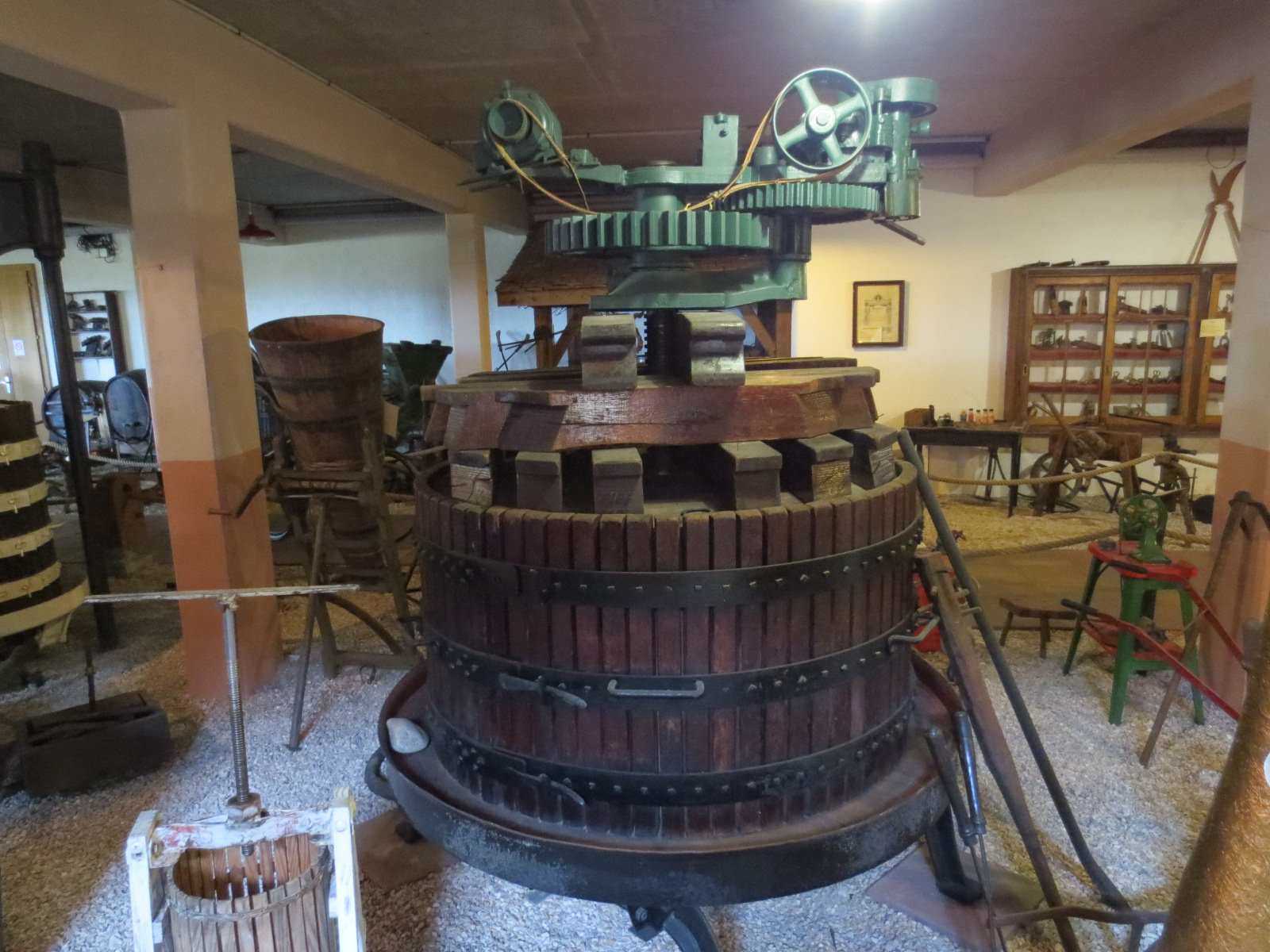
Pressoir vinicole.

La coopérative viticole regroupe à ce jour environ 110 viticulteurs qui exploitent environ 140 hectares de vignes des coteaux viticoles du mont Hartmannswillerkopf, sur les cantons de Cernay, de Soultz et de Guebwiller.

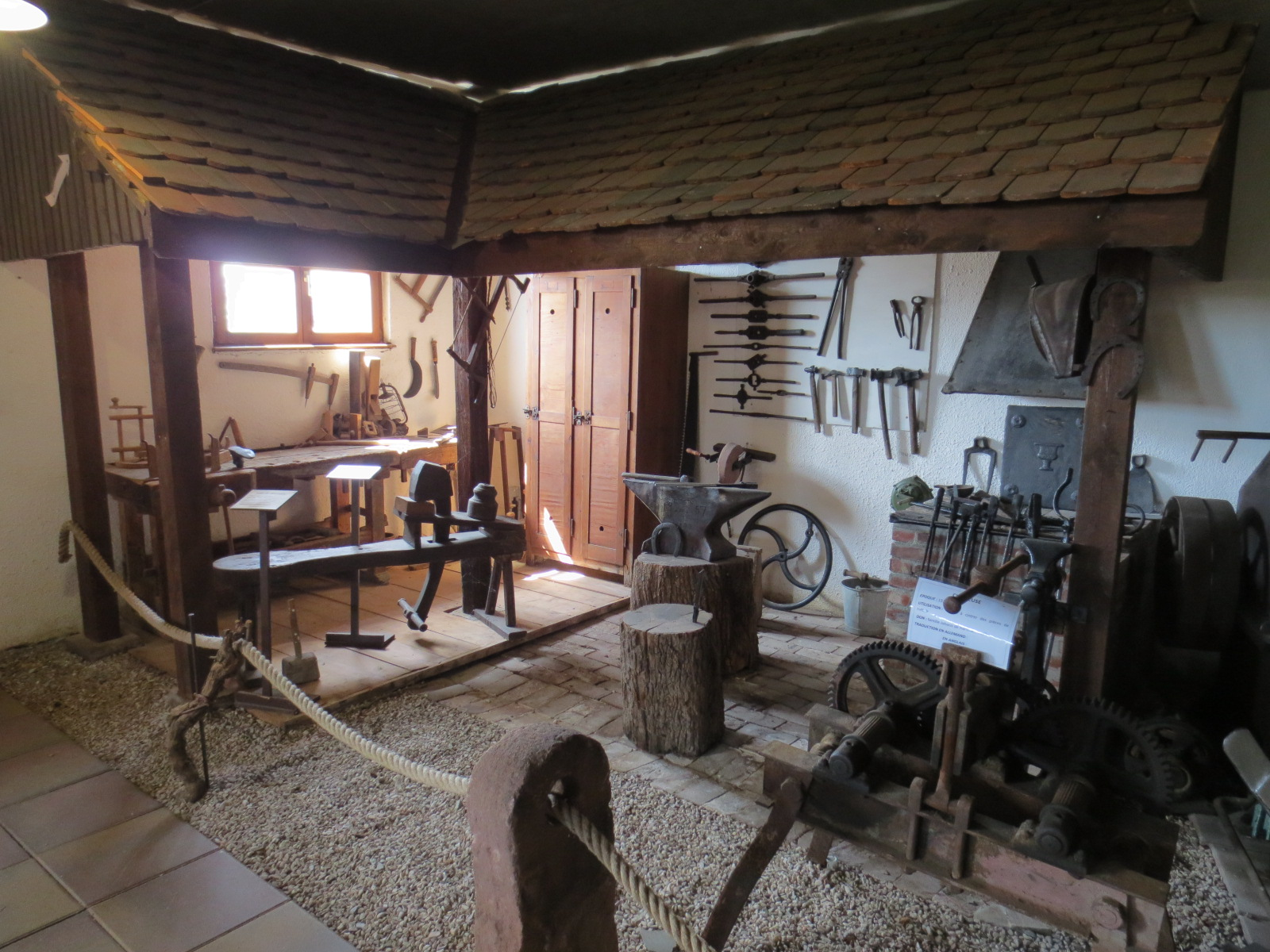
Atelier de forge.
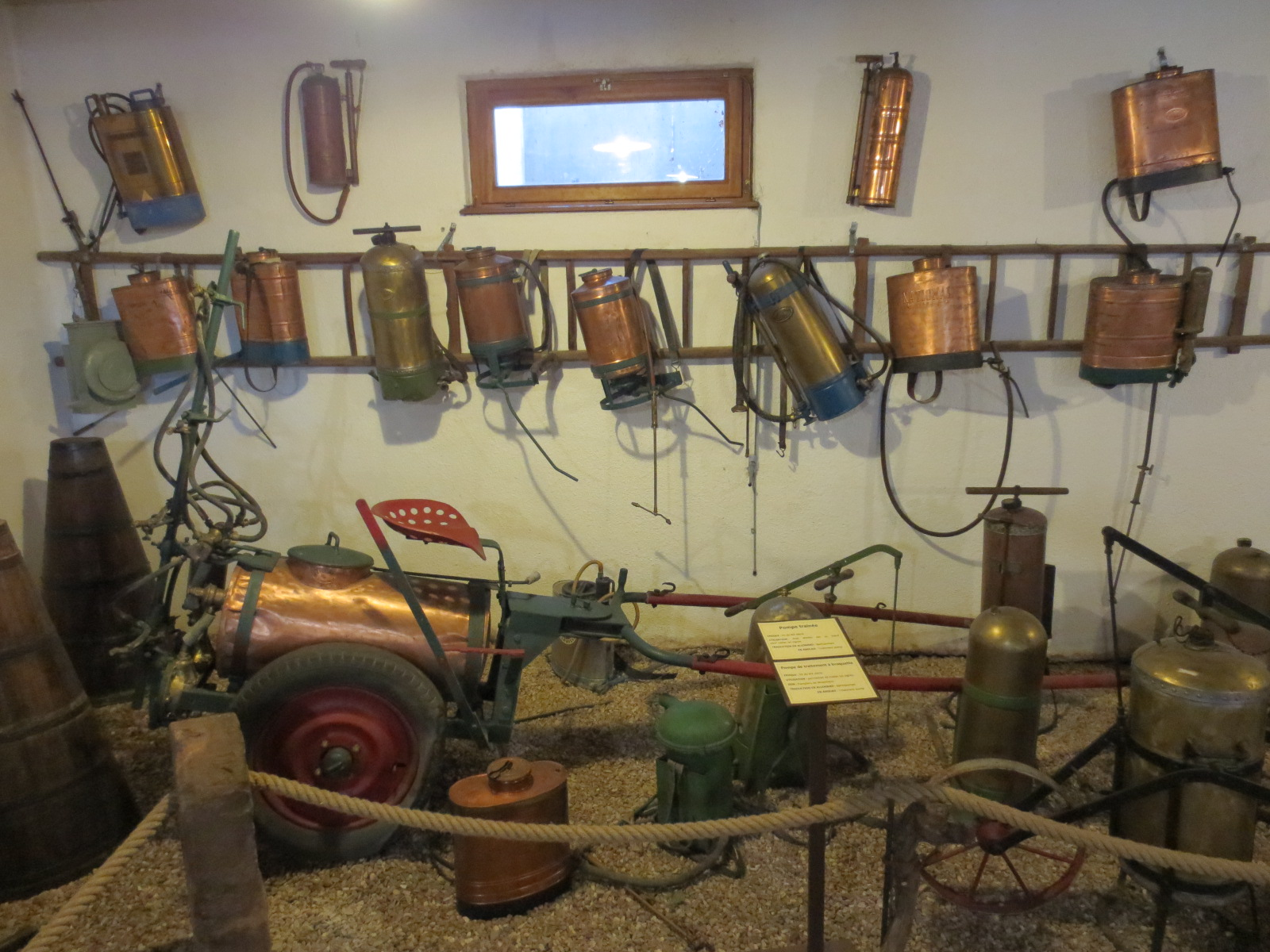
Pulvérisateurs de traitement de la vigne.
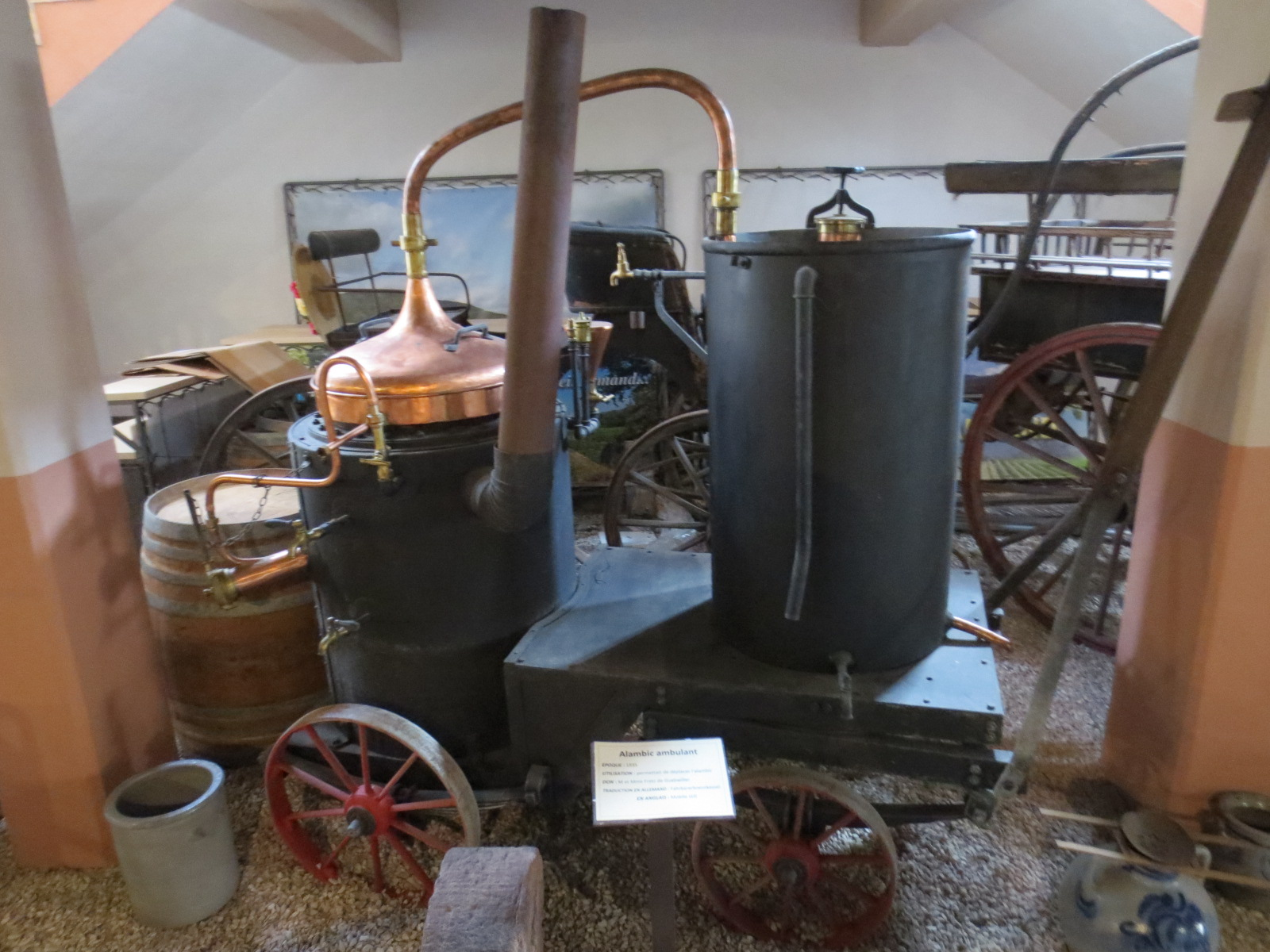
Alambic de bouilleur de cru.

Le musée expose une importante collection d'objets et outils anciens de l’histoire du vignoble d'Alsace, utilisés pour la viticulture et l'élaboration des vins, liqueurs, et eau-de-vie, à base des cépages alsaciens muscat, riesling, gewurztraminer, pinot blanc, pinot gris, pinot noir, sylvaner et chasselas...

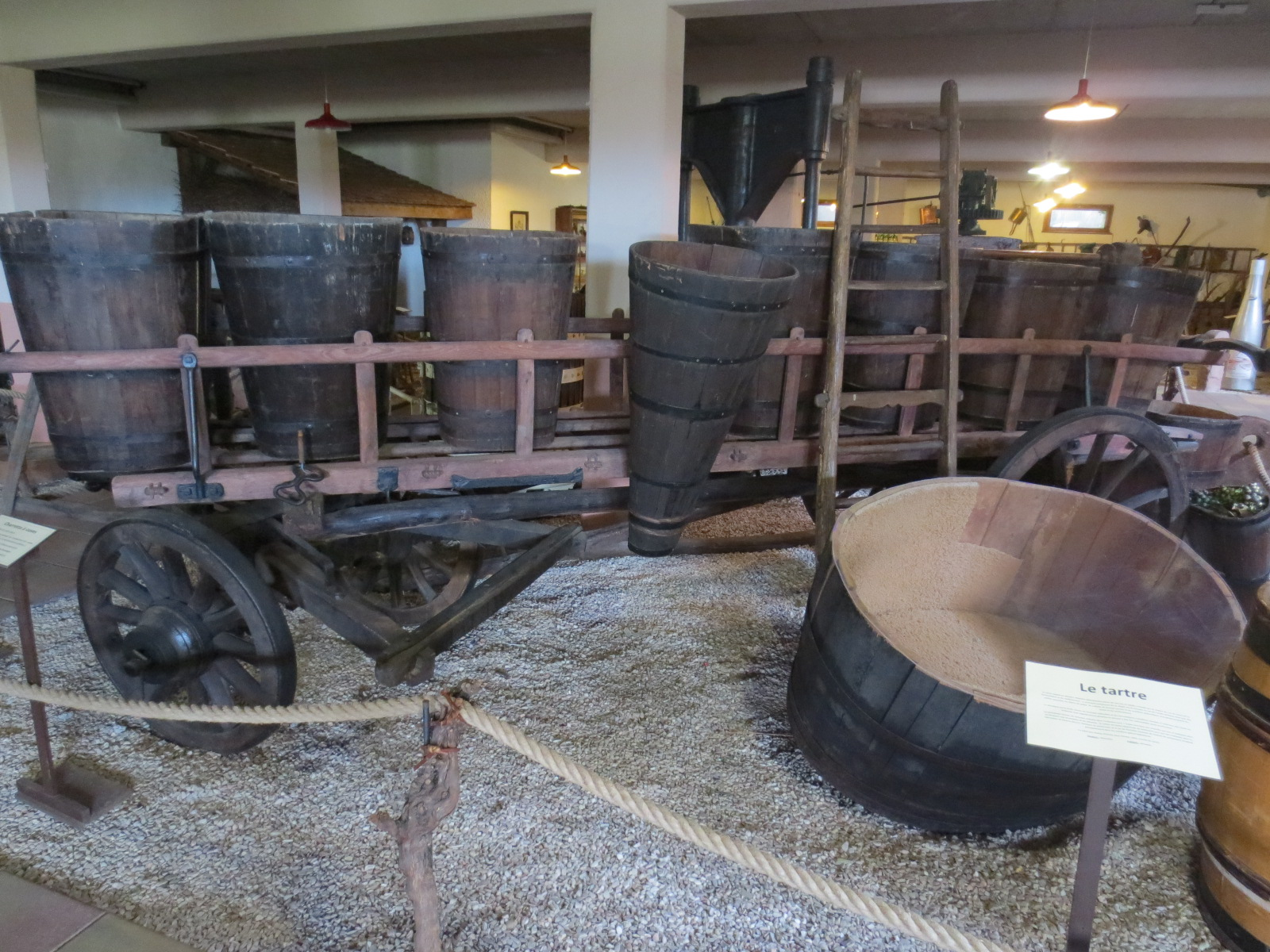
Chariot à bœufs
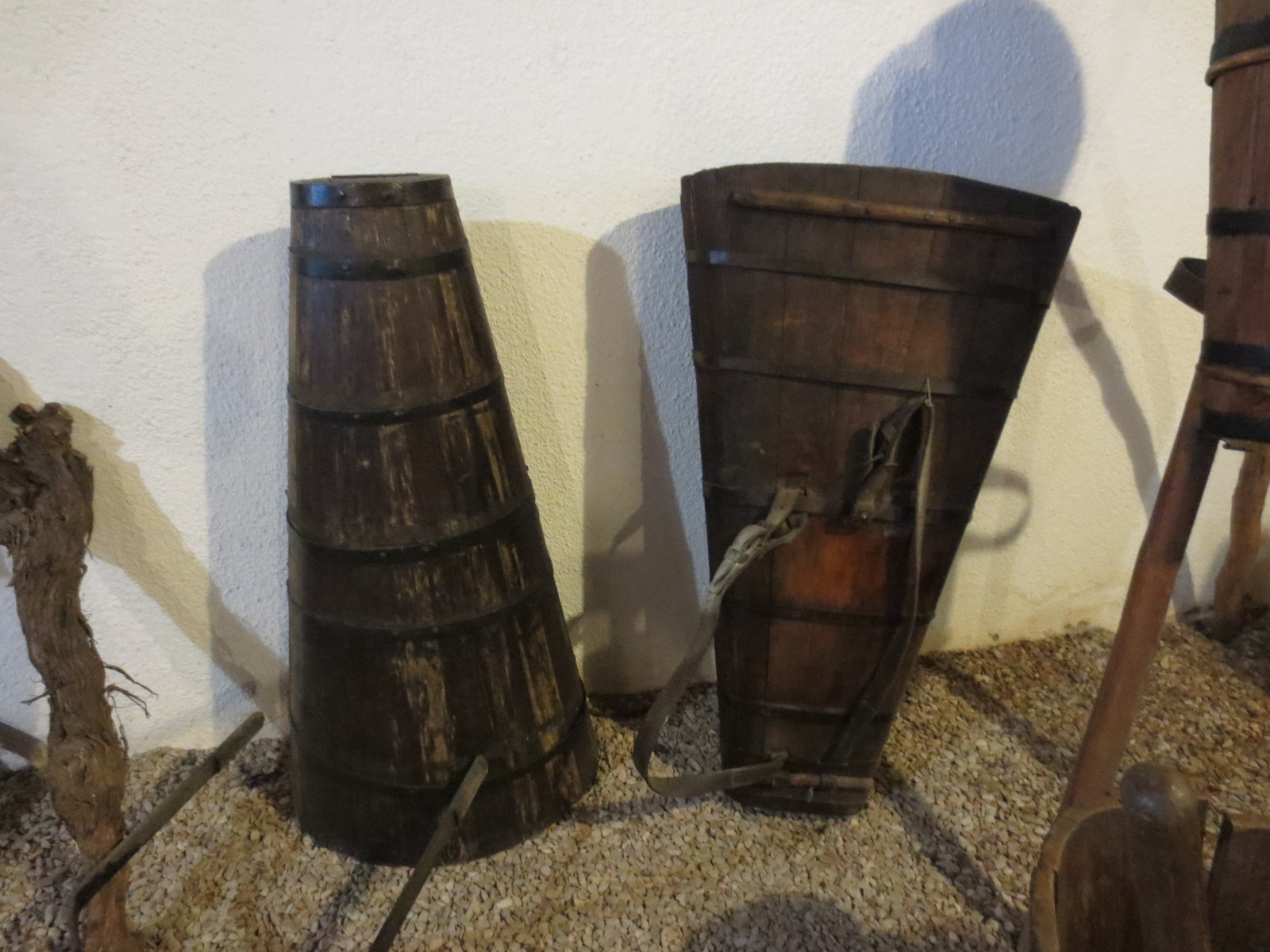
Hottes de vendange.
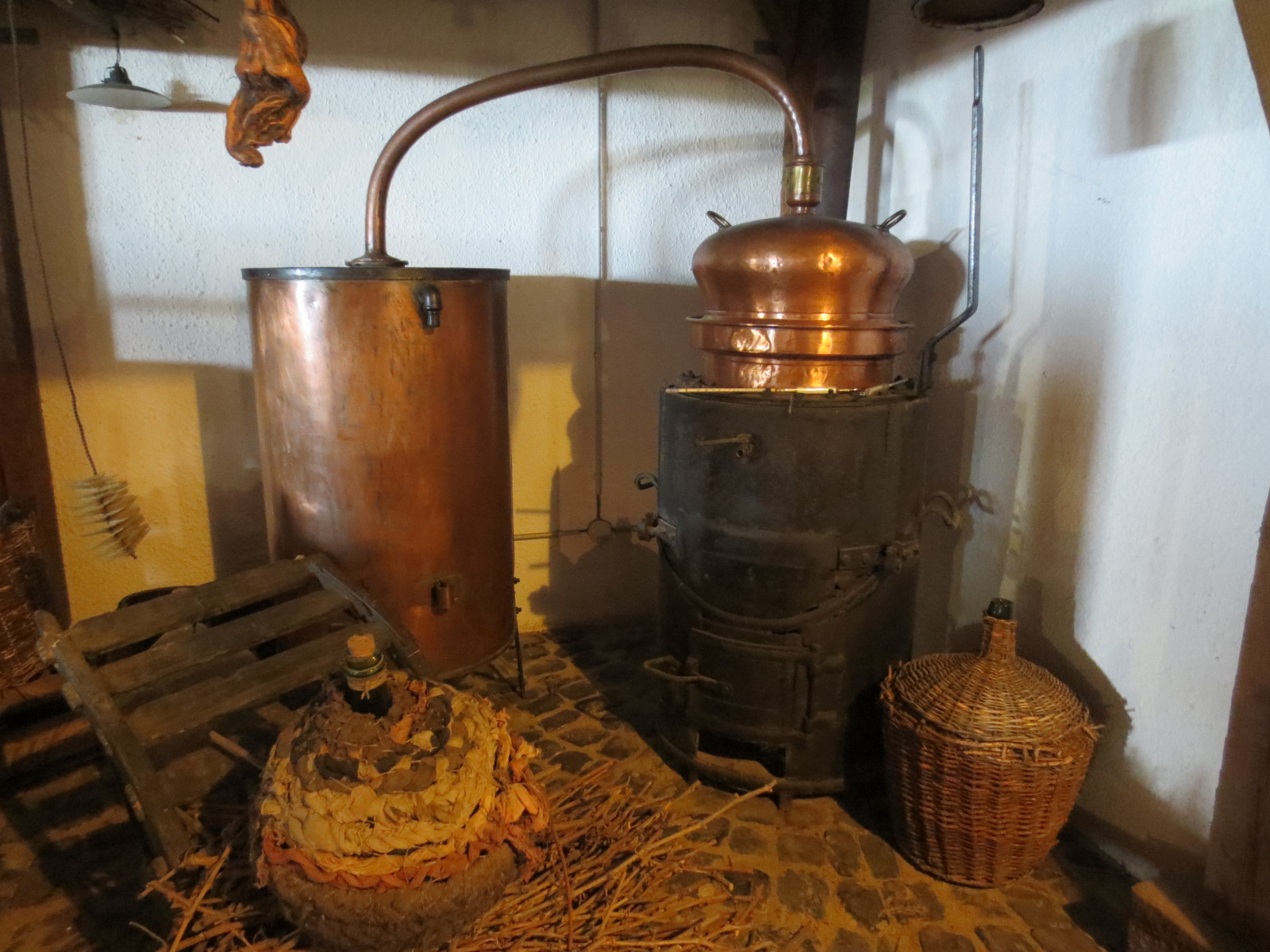
Alambic de bouilleur de cru.